# Дойна (Молдова)
Дойна (рум. Doina) — село в Кагульском районе Молдавии. Является административным центром коммуны Дойна, включающей также сёла Ясная Поляна и Румянцев.

## География
Село расположено на высоте 189 метров над уровнем моря. В 650 м юго-западнее села из родника берёт своё начало река Большая Салчия (правый приток реки Ялпуг).

## История
Село Акендорф было основано немецкими колонистами в 1908 году.
В 1922 году в селе насчитывалось 88 домов с 222 жителями. В селе действовала лютеранская церковь, которую посещали жители немецкой национальности.
В 1930 году в селе зарегистрировано 555 жителей, из которых 493 немца, 25 молдаван, остальные — греки, русские и представители других национальностей.
28 ноября 1949 года село Акендорф было переименовано в Дойну.
В 2011 году жительница села Дойна нашла на своем огороде римскую серебряную монету, отчеканенную во времена императора Констанция II.

## Население
По данным переписи населения 2004 года, в селе Дойна проживает 1216 человек (610 мужчин, 606 женщин).
Этнический состав села:
| Национальность | Число жителей | Процентный состав |
| -------------- | ------------- | ----------------- |
| молдаване      | 678           | 55,76             |
| украинцы       | 254           | 20,89             |
| болгары        | 165           | 13,57             |
| русские        | 56            | 4,61              |
| гагаузы        | 48            | 3,95              |
| румыны         | 2             | 0,16              |
| прочие         | 13            | 1,07              |
| Всего          | 1216          | 100 %             |

## Комментарии
1. ↑  Дождевой источник реки находится в лесном массиве, недалеко от села Ясная Поляна